# Chalcionellus
Chalcionellus är ett släkte av skalbaggar som beskrevs av Reichardt 1932. Chalcionellus ingår i familjen stumpbaggar.

## Dottertaxa tillChalcionellus, i alfabetisk ordning[1][2]
- Chalcionellus aemulus
- Chalcionellus aeneovirens
- Chalcionellus amoenulus
- Chalcionellus amoenus
- Chalcionellus blanchii
- Chalcionellus condolens
- Chalcionellus cupreus
- Chalcionellus cyrenaicus
- Chalcionellus decemstriatus
- Chalcionellus geminus
- Chalcionellus hauseri
- Chalcionellus ibericus
- Chalcionellus io
- Chalcionellus krikkeni
- Chalcionellus kryzhanovskiji
- Chalcionellus leileri
- Chalcionellus libanicola
- Chalcionellus masumotoi
- Chalcionellus mersinae
- Chalcionellus nubicus
- Chalcionellus olexai
- Chalcionellus orites
- Chalcionellus orobitis
- Chalcionellus palaestinensis
- Chalcionellus palmi
- Chalcionellus persicus
- Chalcionellus prolixus
- Chalcionellus pulchellus
- Chalcionellus sculptus
- Chalcionellus sibiricus
- Chalcionellus splendidulus
- Chalcionellus suspectus
- Chalcionellus tunisius
- Chalcionellus turcicus
- Chalcionellus tyrius